# أوستين إم. لي
أوستين إم. لي هو محامي وسياسي أمريكي، ولد في 6 يونيو 1919، وتوفي في 4 يونيو 2013. نشط حزبياً في الحزب الجمهوري. وقد انتخب عضو مجلس نواب بنسيلفانيا ‏.